# Jack Le Goff
Pour les articles homonymes, voir Le Goff.
Louis Jean Le Goff dit Jack le Goff, né le 8 avril 1931 à Alençon (Orne) et mort le 24 juillet 2009 à Saumur (Maine-et-Loire), est un cavalier français, médaillé de bronze aux Jeux olympiques.

## Biographie
Jack Le Goff est le fils d'un officier de cavalerie français. Il s'engage dans les forces armées françaises à la mort de son père, à l'âge de 17 ans. Il participe à deux éditions des Jeux olympiques. Aux Jeux olympiques d'été de 1960 se tenant à Rome, il est médaillé de bronze concours complet d'équitation par équipe et sixième du concours individuel. En 1964 à Tokyo, il est 23e du concours complet individuel et huitième du concours complet par équipe. Après ces Jeux, il est envoyé au front à la Guerre d'Algérie.
Il entraîne ensuite l'équipe française d'équitation qu'il mène à l'or olympique aux 1968. Il devient ensuite l'entraîneur des cavaliers des États-Unis jusqu'en 1984. Il est aussi un juge pour la Fédération équestre internationale pour le dressage et le concours complet.

## Décoration
- Officier de l'ordre du Mérite sportif‎ (1961)[3]